# Río San Antonio (California)

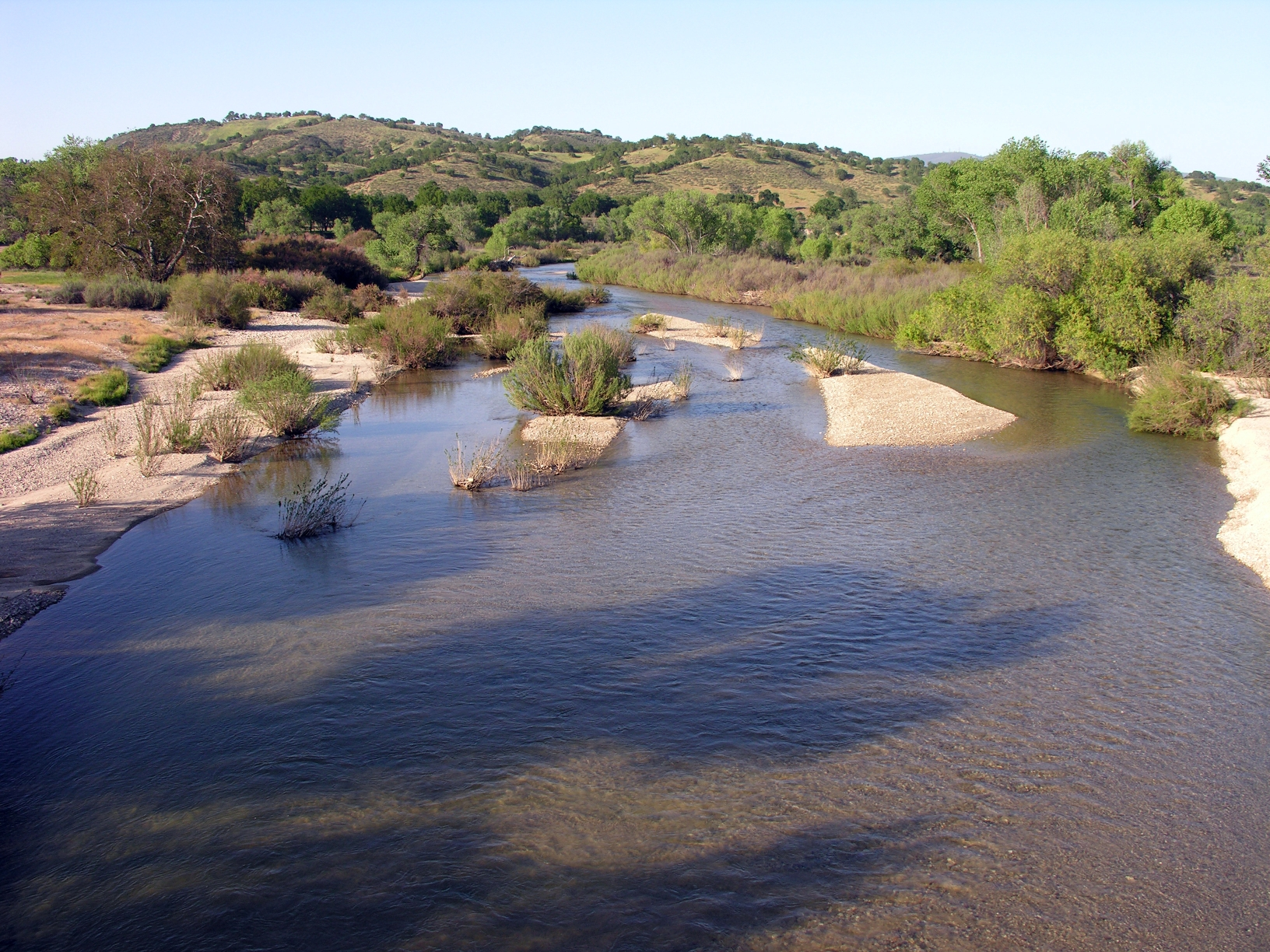
Una imagen del Río San Antonio, aguas arriba del lago de San Antonio.

El Río San Antonio es un río de 94,6 km de largo que discurre por el sur del Condado de Monterey, California .

## Geografía
El río recorre al sureste desde sus cabeceras en las montañas de Santa Lucía en el Bosque nacional Los Padres y en el lago de San Antonio. Se trata de un embalse detrás de la represa de San Antonio, una presa de tierra de relleno en el río que forma el lago más grande en el condado. Aguas abajo de la presa, el río se desplaza hacia el este hasta su unión con el río Salinas.
El río Nacimiento, alimenta el Lago Nacimiento y también es un afluente del río Salinas, y sigue la trayectoria durante varios kilómetros del río San Antonio hacia el suroeste.

## Ecología
Tras el exterminio por los cazadores de pieles del siglo XIX, en California del Castor canadensis, han ampliado su hábitat del río San Antonio por debajo del depósito hasta el cauce principal del río Salinas.